# Coll de Jovell
Coll de Jovell är ett bergspass i Spanien.   Det ligger i provinsen Província de Lleida och regionen Katalonien, i den nordöstra delen av landet, 500 km öster om huvudstaden Madrid. Coll de Jovell ligger 1 908 meter över havet.
Terrängen runt Coll de Jovell är huvudsakligen bergig, men åt sydost är den kuperad. Runt Coll de Jovell är det mycket glesbefolkat, med 3 invånare per kvadratkilometer. Närmaste större samhälle är La Seu d'Urgell, 15,3 km nordväst om Coll de Jovell. Trakten runt Coll de Jovell består i huvudsak av gräsmarker.